# Музей борьбы за Македонию (Кастория)

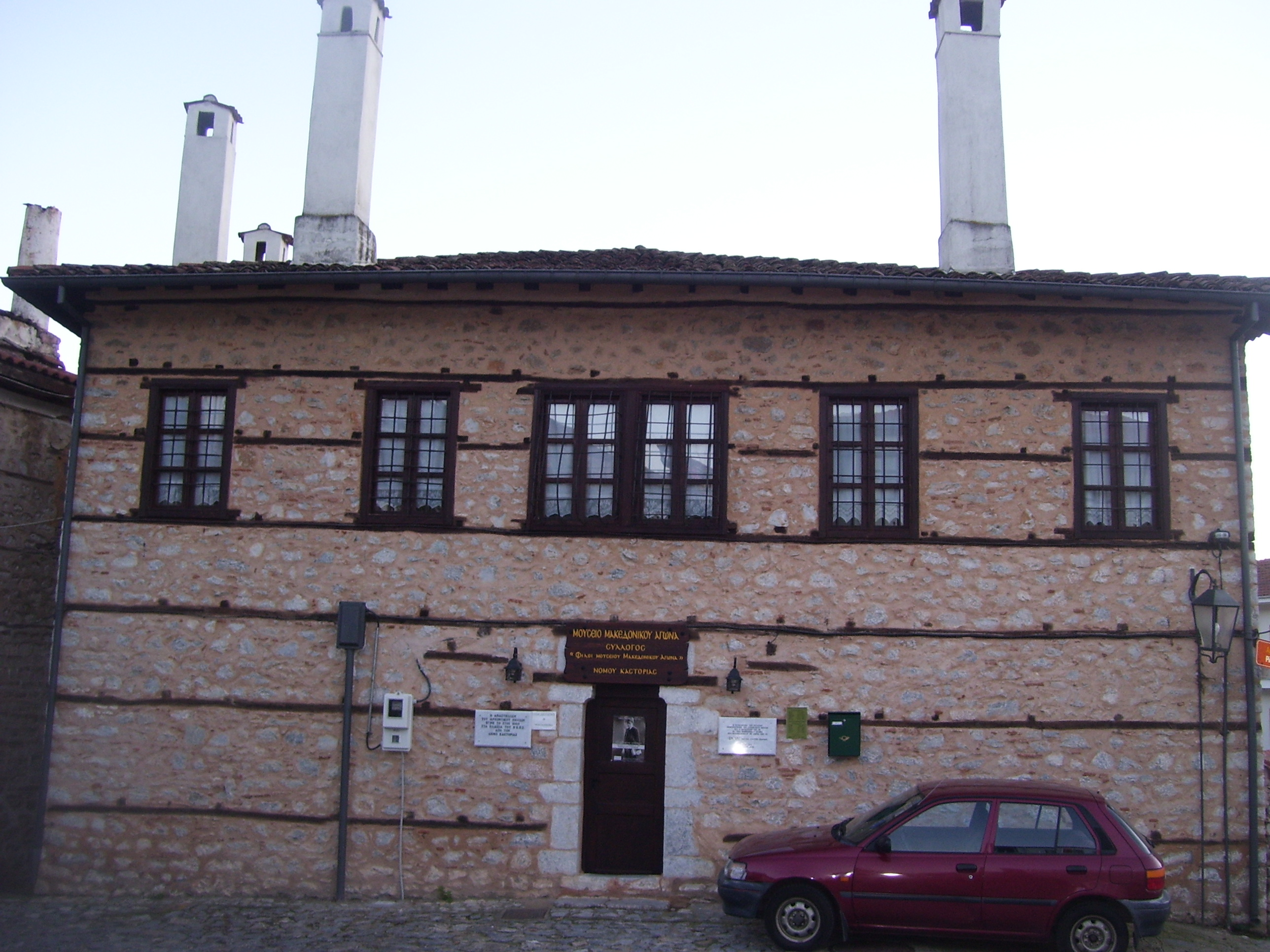
Центральный вход в особняк-музей.

Музей борьбы за Македонию (греч. Μουσείο Μακεδονικού Αγώνα ) — музей города Кастории, один из самых больших музеев подобного рода в Македонии.
Располагается в традиционном для македонской архитектуры особняке XVIII века, который был домом Анастасия Пихеона, борца за Воссоединение Македонии с Грецией, действовавшего в в османской казе Кастории и Пелагонии в конце XIX века.

## История создания музея

### Особняк

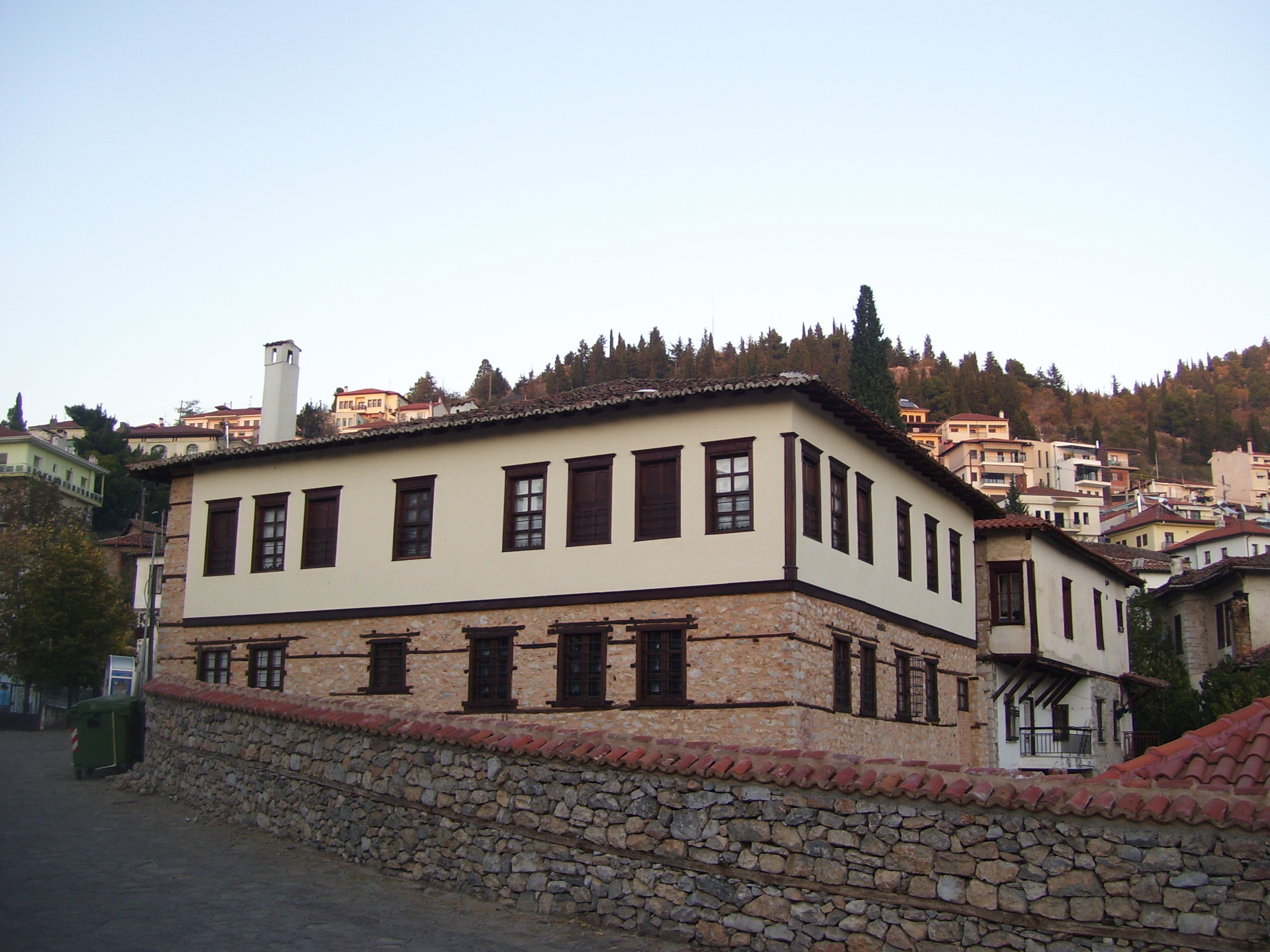
Особняк Пихеона.

Особняк Пихеона, как он широко известен, находится в традиционном «ядре» старого города Кастории. Это двухэтажное здание 18-го века, получившее статус памятника от Министерства культуры, имеющее также историческое значение.
Это один из первых особняков, названных памятниками в 1965 году.
Дом был построен Филолаем Пихеоном, отцом македономаха (борца за Воссоединение Македонии с Грецией) Анастасия Пихеона. Особняк имеет крестообразный зал, который, согласно профессору Н. Муцопулосу, является образцом третьего типа богатого особняка и в прошлом имел ещё один этаж, который был разобран
В Особняке Пихеона произошли значительные события, связанные с деятельностью Анастасия Пихеона и созданной им Новой Филики Этерия (первоначально Национальный комитет -гр. Εθνική Επιτροπή) в конце 19-го века.
Анастасий Пихеон возглавил восстание греческого населения Западной Македонии в 1878 году. Вместе с одновременным Пиерийским восстанием, восстание в Западной Македонии было направлено против планов, предусмотренных Сан-Стефанским миром, игнорировавших греческие интересы и предусматривающих создание «Великой Болгарии», которая, согласно Дакину, «сама не приложила особых усилий для получения своей свободы».

### Реставрация и создание музея
Создание музея посвящённого истории македонского эллинизма в Кастории являлось целью многих лет. Для этого, в 1993 году, было создано общество Друзья Музея борьбы за Македонию, с тем чтобы оно оказало помощь в создании Музея. Значение создания, обусловлено тем, что город Кастории являлся центром операций в критический период до Балканских войн в регионе Западной Македонии, и в особенности в регионах Кастории и Флорины. Здание принадлежало потомкам Анастасия Пихеона, которые передали его первоначально Министерству культуры Греции в 1972 году, с целью создания Музея борьбы за Македонию. Но бездействие греческого государства вынудило семью Пихеона потребовать особняк назад, в своё владение, что ей и удалось. Позже семья Пихеона, предоставила здание своей второй дарственной муниципалитету Кастории, с обязательством выполнения необходимых работ в течение 5 лет
В 1999 году Министерство культуры утвердило проект реконструкции особняка и превращения его в Музей борьбы за Македонию. Работы начались в том же году. Работы производил муниципалитет Кастории под наблюдением 11-го департамента (греч. 11η Εφορεία) Византийских древностей. Работы включали в себя реставрацию здания, подчёркивая его типологические линии и сохраняя одновременно его несущую конструкцию. Архитектурное вмешательство коснулось современных нужд здания, связанных с функционированием музея.
После завершения архитектурных вмешательств, Муниципалитет Кастории предоставил в 2005 году здание Обществу Друзей Музея борьбы за Македонию сроком на 30 лет.
В 2008 году, создание музея было завершено, при дополнительном финансировании Фонда Ставроса Ниархоса
Музей был открыт 23 мая 2010 года и функционирует под контролем Общества Друзей Музея борьбы за Македонию

### Экспонаты и периодические выставки

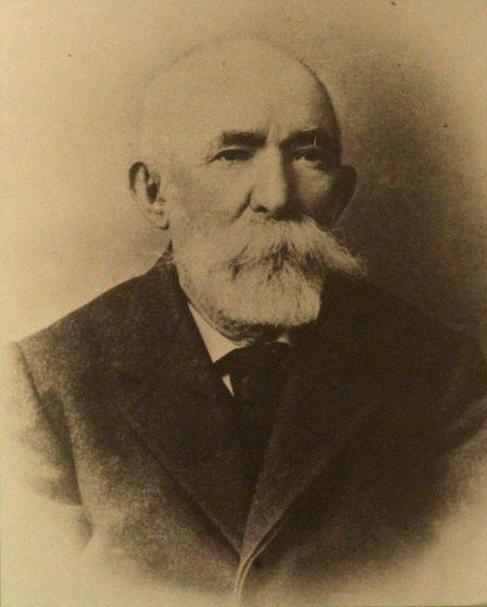
Пихеон, Анастасиос. Возглавил восстание в Западной Македонии в 1878 году.

Экспонаты музея включают в себя реликвии потомков македономахов (борцов за воссоединение Македонии с Грецией), фотографии начального периода Борьбы за Македонию, мундиры бойцов македономахов и традиционные костюмы Кастории
Подвалы особняка используются как залы обслуживания посетителей, на первом находится начало экспозиции, библиотека, читальня и зал демонстраций, второй этаж используется исключительно для экспозиции. Двор используется для мероприятий и выставок под открытым небом
В музее были организованы лекцииς и научные встречи и были представлены издания исторических книг локального и всегреческого значения

### Общество Друзей Музея борьбы за Македонию
Общество Друзей Музея борьбы за Македонию (греч.Φίλων Μουσείου Μακεδονικού Αγώνα) было создано в 1993 году.
Общество Друзей Музея Борьбы за Македонию, после создания музея, взяло на себя функционирование музея, получая также субсидии от Министерства культуры Кроме функционирования музея, общество занимается сбором и изучением исторических экспонатов. Одновременно Общество поддерживает написание работ, связанных со значением города в период Борьбы за Македонию, поддерживает библиотеку фонда, стимулирует соответствующие работы студентов, организовывает выступления и выставки
Согласно уставу общества, его цели сконцентрированы в основном на :
- Сборе музейного материала (оружие, печати, памятные медали, фотографии, личные предметы, мундиры и письма эпохи Борьбы за Македонию.)
- Организация научных исторических лекций.
- Организация семинаров университетского сообщества
- Организация научных симпозиумов в сёлах Кастории.
- Издание книг по локальной истории связанных с Борьбой за Македонию.